# Vis lucid

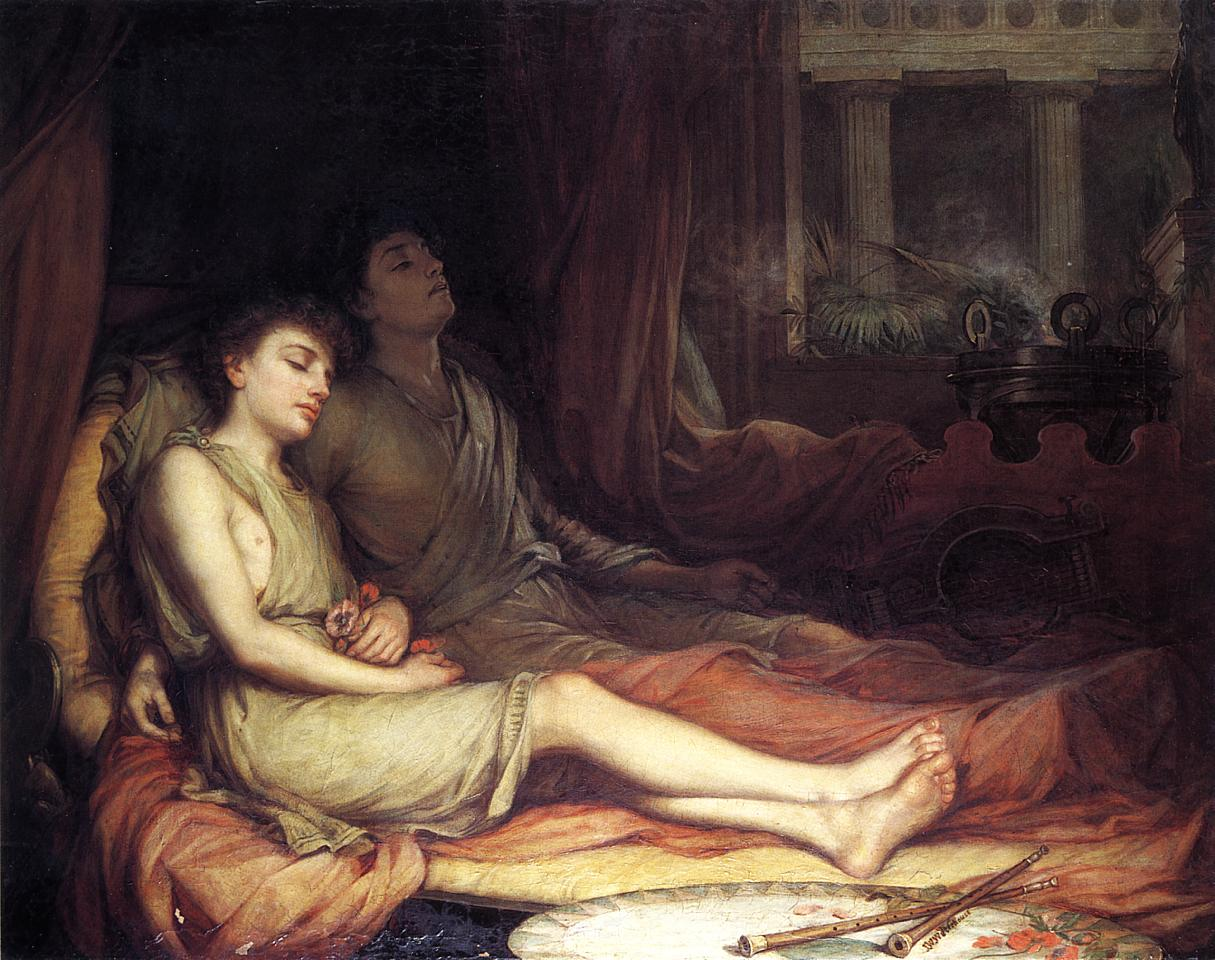
Hypnos și Thanatos, "Somnul și fratele său vitreg, Moartea" (în original, "Sleep and His Half-Brother Death") de John William Waterhouse

Vis lucid este un termen ce desemnează un vis în care persoana care visează este conștientă că viseză și că visul este în curs de desfășurare. În timpul viselor lucide, există posibilitatea de a exercita control conștient efectiv asupra mediului, personajelor și tuturor caracteristicilor acestora, precum și realizarea unor lucruri care sunt imposibile sau foarte puțin probabile în realitatea fizică a stării de veghe. Visele lucide sunt cel mai adesea extrem de realiste prezentând și o ascuțire a acurateței simțurilor celui ce are visul lucid.
Visurile lucide încep într-unul din următoarele moduri. Unul este așa numitul vis lucid inițiat în vis (conform noțiunii din engleză, dream-initiated lucid dream, abreviere, DILD), care este inițiat ca un vis obișnuit, după care, la un moment dat cel ce visează realizează că visează. Celălat mod este numit vis lucid inițiat în starea de veghe (conform noțiunii din engleză, wake-initiated lucid dream, abreviere, WILD), în care subiectul trece direct din starea de veghe în starea de vis fără nici o (aparentă) discontinuitate în conștientizarea întregului proces.
Savanți precum Allan Hobson, conform abordării sale neuropsihologice a viselor lucide, au ajutat substanțial la plasarea explicației acestor vise pe un teren mai solid și mai puțin speculativ.